# Perilachna ixota
Perilachna ixota är en fjärilsart som beskrevs av Edward Meyrick 1914. Perilachna ixota ingår i släktet Perilachna och familjen praktmalar, Oecophoridae. Inga underarter finns listade i Catalogue of Life.